# Potentilla simulatrix
Potentilla simulatrix es una especie de planta del género Potentilla, perteneciente a la familia Rosaceae.

## Taxonomía
Potentilla simulatrix fue descrita por Franz Theodor Wolf en 1908.

## Distribución
Se encuentra en el territorio de Qinghai hasta el norte de China.